# Plášťovce
Plášťovce (in ungherese Palást) è un comune della Slovacchia facente parte del distretto di Levice, nella regione di Nitra.

## Amministrazione

### Gemellaggi
- Kose
- Ócsa